# Mark Addy
Mark Addy (York, 1964. január 14. –) angol színész.

## Élete
A Royal Academy of Dramatic Art elvégzése után főként brit tévésorozatokban kapott lehetőséget. 1997-ben Peter Cattaneo rendező Robert Carlyle és Tom Wilkinson mellett szerepet kínált neki az Alul semmiben. A film világszerte nagy siker lett, Addy pedig ismertté vált a közönség köreiben. Egy évvel később a tengerentúlon is bemutatkozott, a Hóbarát című mesefilmben játszott együtt Michael Keatonnal és Kelly Prestonnal. 1999-ben már főszerepet kapott Az utolsó gyáva alak című angol vígjátékban.
2000-ben kipróbálta magát egy igazi hollywoodi produkcióban, Frédi bőrébe bújt a A Flintstone család 2. – Viva Rock Vegasban, de a film csúfosan megbukott. 2001-ben Heath Ledger fegyverhordozóját alakította a Lovagregényben. 2002-ben Az időgép című sci-fiben bukkant fel egy kisebb szerepben, Guy Pearce mellett. 2003-ban ismét Ledger oldalán játszott A bűn rendje című misztikus thrillerben. 2004-ben elvállalt egy mellékszerepet a Steve Coogan és Jackie Chan nevével futó 80 nap alatt a Föld körül című kalandfilmben. 2011-ben hét epizód erejéig szerepelt az HBO a Trónok harca című fantasysorozatában, mint Robert Baratheon.

## Szerepei
| Év   | Magyar cím                       | Eredeti cím                              | Szerep                  | Megjegyzés              |
| ---- | -------------------------------- | ---------------------------------------- | ----------------------- | ----------------------- |
| 1987 |                                  | The Continental                          |                         | Tévésorozat             |
| 1987 |                                  | The Ritz                                 |                         | Tévésorozat (1 epizód)  |
| 1988 |                                  | A Very Peculiar Practice                 | Mal Prentis             | Tévésorozat (2 epizód)  |
| 1990 |                                  | Dark Romances Vol. 2                     | Sam                     | videó                   |
| 1990 |                                  | The Bill                                 | Matthew Holden          | Tévésorozat (2 epizód)  |
| 1992 | Egy rém rendes család            | Married with Children                    | helybéli férfi          | Tévésorozat (2 epizód)  |
| 1994 |                                  | Between the Lines                        | PC                      | Tévésorozat (1 epizód)  |
| 1995 |                                  | Band of Gold                             | DC Sherrington          | Tévésorozat (3 epizód)  |
| 1995 |                                  | Peak Practice                            | Alec Kitson             | Tévésorozat (1 epizód)  |
| 1995 |                                  | Ghostbusters of East Finchley            | DC Newley               | Tévésorozat (2 epizód)  |
| 1995 |                                  | Heartbeat                                | Norman Greengrass       | Tévésorozat (2 epizód)  |
| 1996 |                                  | Bruised Fruit                            | Angel                   | rövidfilm               |
| 1996 |                                  | Out of the Blue                          | Robbo                   | Tévésorozat (1 epizód)  |
| 1996 |                                  | Respect                                  | Joe Carr                | TV film                 |
| 1996 | Dilizsaruk                       | The Thin Blue Line                       | D.C. Boyle              | Tévésorozat (7 epizód)  |
| 1997 |                                  | Sunnyside Farm                           | Ken Sunnyside           | Tévésorozat             |
| 1997 |                                  | The Heart Surgeon                        | Phil Mycroft            | TV film                 |
| 1997 | Alul semmi                       | The Full Monty                           | David 'Dave'            |                         |
| 1998 |                                  | Closer                                   |                         | rövidfilm               |
| 1998 | Hóbarát                          | Jack Frost                               | Mac MacArthur           |                         |
| 1999 | Az utolsó gyáva alak             | The Last Yellow                          | Frank                   |                         |
| 1999 |                                  | The Flint Street Nativity                | Ass                     | TV film                 |
| 2000 |                                  | The Announcement                         | Andy                    |                         |
| 2000 | Flintstones 2. - Viva Rock Vegas | The Flintstones in Viva Rock Vegas       | Frédi Flintstone        |                         |
| 2000 |                                  | Married 2 Malcolm                        | Malcolm                 |                         |
| 2000 |                                  | Too Much Sun                             | Nigel Conway            | Tévésorozat (6 epizód)  |
| 2001 | Mennyé má!                       | Down to Earth                            | Cisco                   |                         |
| 2001 | Lovagregény                      | A Knight's Tale                          | Roland                  |                         |
| 2002 | Az időgép                        | The Time Machine                         | David Filby             |                         |
| 2002 | Heartlands                       | Heartlands                               | Ron                     |                         |
| 2002 | Szívem csücskei                  | Still Standing                           | Bill Miller             | Tévésorozat (88 epizód) |
| 2003 | A bűn rendje (A rend őrzője)     | The Order                                | Thomas Garrett          |                         |
| 2004 | 80 nap alatt a Föld körül        | Around the World in 80 Days              | gőzhajó kapitánya       |                         |
| 2007 |                                  | Bonkers                                  | Tony Barker             | Tévésorozat (6 epizód)  |
| 2008 |                                  | Bike Squad                               | John Rook               | TV film                 |
| 2009 |                                  | Red Riding: In the Year of Our Lord 1983 | John Piggott            |                         |
| 2010 |                                  | It's a Wonderful Afterlife               | D I Smythe              |                         |
| 2010 | Robin Hood                       | Robin Hood                               | Tuck barát              |                         |
| 2010 |                                  | National Theatre Live                    | Squire Max Harkaway     | Tévésorozat (1 epizód)  |
| 2010 |                                  | Barney's Version                         | O'Hearne nyomozó        |                         |
| 2011 | Trónok harca                     | Game of Thrones                          | Robert Baratheon király | Tévésorozat (7 epizód)  |
| 2011 |                                  | Trollied                                 | Andy                    | Tévésorozat (8 epizód)  |